# Gwrhyr
Gwrhyr Gwalstawd Ieithoedd („Gwrhyr, der Sprachenkenner“) ist eine Sagengestalt in der walisischen Mythologie.

## Mythologie
Gwrhyr ist in der Sage von Culhwch ac Olwen („Die Geschichte von Culhwch und Olwen“) ein Held am Hofe von König Arthur, der seine Gestalt beliebig verändern kann und alle Sprachen, auch die der Tiere, spricht. Er wird ausgewählt, dem König bei der Lösung der Aufgaben zu helfen, die der Riese Ysbaddaden, der Vater Olwens, Culhwch und Artus gestellt hat. Eine davon ist, Mabon zu finden und zu befreien.
Da Mabon drei Tage nach seiner Geburt seiner Mutter gestohlen und eingekerkert wurde, er aber unbedingt benötigt wird, lässt Arthur Gwrhyr durch Befragen der ältesten Tiere der Welt (Amsel, Hirsch, Eule, Adler und Lachs) den Ort dieses Gefängnisses erforschen. Gemeinsam mit Kei kann dieser nun Mabon aus Caer Loyw (Gloucester) befreien. In der Gestalt eines Vogels kundschaftet Gwrhyr dann den Eber Twrch Trwyth aus, dessen Kamm erobert werden muss. Der Eber weigert sich aber, mit ihm zu sprechen und schickt nur seinen Sohn Grugyn Gwrychereint „Silberborste“, der den Verfolgern den Kampf ansagt.
„Bei jenem, der uns diese Gestalt gab! Wir werden nichts tun und auch nicht mit Arthur reden. Genug des Bösen ist es, das Gott uns angetan, indem er uns diese Gestalt verlieh, auch wenn ihr nicht kommt, um mit uns zu kämpfen. […] Morgen früh werden wir von hier aufbrechen und in Arthurs Land kommen, um das größte Unheil anzurichten, dessen wir fähig sind.“
In der Erzählung Breuddwyd Rhonabwy („Rhonabwys Traum“) ist er einer der Berater von König Arthur vor der Schlacht von Camlann. In Gereint fab Erbin („Gereint, der Sohn des Erbin“) begleitet er Gereint nach Cornwall. Von Gwrhyr soll der Sinnspruch im Englynion y Clyweid („Die Sprüche der Weisen“) stammen: „Wer betrügt, wird betrogen werden.“